# Кронштедт, Карл-Олаф Карлович
Барон Карл-Олаф Карлович Кронштедт (1800—1883) — российский государственный деятель шведского происхождения, Вазаский губернатор, член Финляндского сената.

## Семья
Родился 6 октября 1800 года. Сын вице-адмирала шведской службы и коменданта Свеаборга Карла Олафа Кронстедта и Беаты-Софии урождённой фон Врангель (дочери шведского адмирала графа Антона фон Врангеля), которые после Русско-шведской войны 1808—1809 годов приняли русское подданство и под фамилией Кронштет (или Кронштедт) были записаны в дворяне Великого княжества Финляндского.
Его старший брат Антон (Гавриил-Антон) Карлович Кронштедт (1798—1883) был генерал-майором и губернатором Санкт-Михельской и Або-Бьёрнеборгской губерний.

## Биография
11 февраля 1816 года Кронштедт был зачислен в Пажеский корпус и 29 марта 1819 года пожалован в камер-пажи. Выпущен из корпуса 27 января 1820 года прапорщиком в лейб-гвардии Семёновский полк и в том же году, вследствие «Семёновской истории», переведён поручиком в Петровский пехотный полк.
4 апреля 1822 года назначен дивизионным гевальдигером расположенной в Финляндии 23-й пехотной дивизии. 30 апреля 1824 года произведён в штабс-капитаны и 16 мая 1827 года назначен адъютантом к начальнику 23-й пехотной дивизии генерал-лейтенанту Теслеву, а вскоре (21 августа того же года) — старшим адъютантом этой дивизии, с оставлением в списках Петровского полка.
15 марта 1829 года Кронштедт был произведён в капитаны и 2 августа следующего года за отличие по службе, зачислен с тем же чином в лейб-гвардии Преображенский полк, с оставлением в занимаемой должности.
20 января 1833 года Кронштедт по прошению был уволен от службы полковником, но уже 12 апреля того же года назначен состоять помощником статс-секретаря Великого княжества Финляндского по управлению Финляндской паспортной экспедицией в Санкт-Петербурге. 30 августа 1834 года Кронштедт был назначен вице-ландсгевдингом Вазасской губернии, a 10 марта 1837 года — ландсгевдингом (с 17 марта — губернатором) этой губернии.
2 апреля 1845 года Кронштедт, с отчислением от должности губернатора, был назначен членом Департамента экономии Императорского Финляндского сената; вместе с тем ему была пожалована пенсия в 1000 рублей серебром соответствующая половине его губернаторского содержания.
Расстроенное здоровье побудило Кронштедта в августе 1857 года просить об отпуске до лета 1858 года, для поездки в Южную Европу, вместе с разрешением отпуска, ему было пожаловано пособие в 2000 рублей серебром.
16 ноября 1857 года Кронштедт был назначен сенатором Финляндии, a 17 апреля 1862 года — произведён в тайные советники. 18 декабря 1864 года назначен членом Высочайше учреждённой в Гельсингфорсе комиссии по переустройству некоторых отраслей управления в Финляндии. 31 марта 1868 года Кронштедт назначен директором Счётного и Камерального отделений в Финляндском сенате.
В ознаменование особого Высочайшего благоволения «за многолетнюю отлично-усердную службу» император Александр II возвёл Кронштедта, в день пятидесятилетнего юбилея его службы (27 января 1870 года) в баронское достоинство Великого княжества Финляндского, с нисходящим потомством. Так как у барона Кронштедта не было потомков мужского пола, то 18 марта того же года ему было разрешено усыновить, с передачей ему и его потомству баронского титула, своего зятя, первого камерария Финляндского банка, Иоганна Галиндо д’Урреа.
8 апреля 1870 года, барон Кронштедт по прошению был уволен от службы с пенсией полного жалованья; 17 марта 1872 года ему Высочайше разрешено носить установленный для сенаторов мундир.
Скончался в Гельсингфорсе 21 февраля 1883 года.

## Награды
Среди прочих наград барон Кронштедт имел ордена:
- Орден Святой Анны 3-й степени (22 декабря 1831 года)
- Орден Святой Анны 2-й степени (6 Декабря 1839 года)
- Орден Святого Владимира 3-й степени (7 января 1844 года)
- Орден Святого Станислава 1-й степени (22 апреля 1850 года)
- Орден Святой Анны 1-й степени (7 декабря 1855 года).
- Орден Святого Владимира 2-й степени (19 апреля 1864 года)
- Орден Белого орла (31 марта 1868 года)